# Xã Utica, Quận Yankton, Nam Dakota
Xã Utica (tiếng Anh: Utica Township) là một xã thuộc quận Yankton, tiểu bang Nam Dakota, Hoa Kỳ. Năm 2010, dân số của xã này là 859 người.